# 斯圖拉·霍爾姆·萊格雷德
斯圖拉·霍爾姆·萊格雷德（挪威語：Sturla Holm Lægreid，1997年2月20日—），挪威冬季兩項運動員，他代表挪威隊參加了中國舉行的2022年冬季奧林匹克運動會，並且在男子4×7.5公里接力比賽上獲得金牌。